# Cratere Barnard (Luna)
Barnard è un grande cratere lunare di 115,73 km situato nella parte sud-orientale della faccia visibile della Luna.
Il cratere è dedicato all'astronomo statunitense Edward Emerson Barnard.

## Crateri correlati
Alcuni crateri minori situati in prossimità di Barnard sono convenzionalmente identificati, sulle mappe lunari, attraverso una lettera associata al nome.
| Barnard | Coordinate            | Diametro (in km) |
| ------- | --------------------- | ---------------- |
| A       | 32°09′00″S 85°03′36″E | 15,38            |
| D       | 31°20′24″S 89°10′12″E | 52,24            |